# Sóstófalva
Sóstófalva is een plaats (község) en gemeente in het Hongaarse comitaat Borsod-Abaúj-Zemplén. Sóstófalva telt 305 inwoners (2001).